# Караманли
Караманли — династия правителей (пашей) Ливии в 1711-1835 годах.

## История
Была основана в 1711 году турецким офицером албанского происхождения Ахмедом Караманли (правил в 1711—1745 гг.), свергшего местного пашу. Несмотря на формальное признание верховной власти Османской империи, во время правления Караманли Ливия практически стала независимым государством. В 1722 году Ахмед Караманли принял титул «паша». К этому моменту ему подчинялись Триполитания, Феццан и значительная часть Киренаики. При Ахмеде Караманли были предприняты усилия по развитию экономики и строительству современного флота, в официальном употреблении турецкий язык был заменён арабским.
Одним из главных доходов Ливии в годы правления династии Караманли было пиратство в прилегающей акватории Средиземного моря. Вторым важным источником поступлений было поддержание караванной торговли с государством Борну в районе озера Чад. О значительных доходах страны в то время свидетельствует прекрасная мечеть Ахмеда-паши Караманли в Триполи. Продолжателем политики Ахмеда Караманли был его сын Али, правивший в 1754—1793 годах. Последний ещё более укрепил караванную торговлю с Борну и ввёл право «выкупа», в первую очередь для европейских мореплавателей от пиратских нападений.
Правивший в 1795—1832 годах Юсуф Караманли распространил власть династии на всю Ливию. В годы его правления произошла война Ливии с США, попытавшимися положить конец пиратству, но не добившихся успеха. Однако силы Караманли были при этом существенно ослаблены. Это позволило турецким войскам, высадившимся в Ливии в 1835 году, свергнуть последнего Караманли, Али, и отправить его в Стамбул, а всю страну снова подчинить своей власти.

## Список династии Караманли (1711—1835)
- Ахмед I Караманли (29 июля 1711 — 4 ноября 1745)
- Мехмед Паша (4 ноября 1745 — 24 июля 1754), младший сын предыдущего
- Али I Паша (24 июля 1754 — 30 июля 1793), сын предыдущего
- Али Бургхуль Паша (30 июля 1793 — 20 января 1795), алжирский авантюрист
- Ахмед II (20 января — 11 июня 1795), старший сын Али I
- Юсуф Караманли (11 июня 1795 — 20 августа 1832), младший брат предыдущего
- Мехмед Караманли (1817), первое правление
- Мехмед ибн Али (1824), первое правление
- Мехмед Караманли (1826), второе правление
- Мехмед Караманли (июль 1832), третье правление
- Мехмед ибн Али (1835), второе правление
- Али II Караманли (20 августа 1832 — 26 мая 1835), сын Юсуфа Караманли